# Читимача (язык)

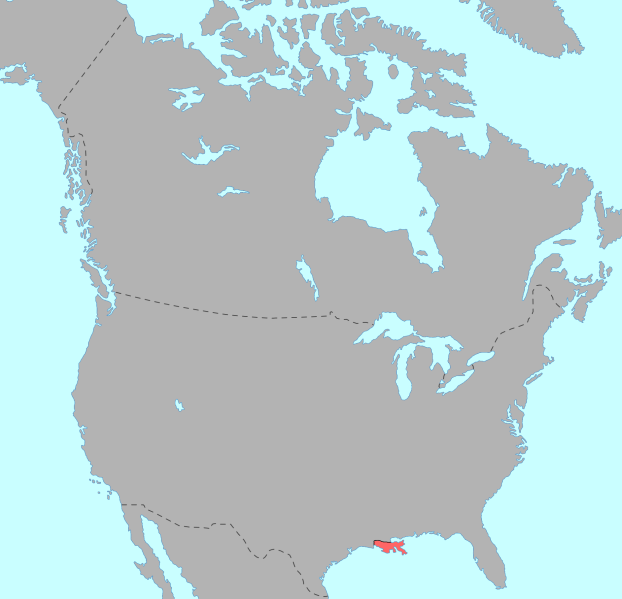
Распространение языка читимача к приходу европейцев.

Язык читимача — изолированный язык, ранее распространённый среди племени читимача в штате Луизиана, США. Язык исчез со смертью последней носительницы Дельфины Дюклу в 1940 году.
Хотя язык вымер, он относительно хорошо документирован в работах (большей частью неопубликованных) М. Сводеша и Дж. Суонтона. В частности, Сводеш составил полную грамматику, словарь и собрал многочисленные тексты у последних двух носителей — все эти работы пока не опубликованы.